# Tetraloniella alboscopacea
Tetraloniella alboscopacea är en biart som först beskrevs av Heinrich Friese 1909.  Tetraloniella alboscopacea ingår i släktet Tetraloniella och familjen långtungebin. Inga underarter finns listade i Catalogue of Life.